# 大岡實
大岡　實（大岡　実、おおおか みのる、1900年9月29日 - 1987年12月7日）は、日本の建築家・建築史学者。修理技術者でもある。
木造古建築の不燃化を目指し、RC造で日本の伝統様式の再現を試みている。
主要作品には浅草寺本堂（1958）や川崎大師平間寺本堂（1964）、聖光寺本堂（1970）などや、松前城本丸跡に立地する松前城資料館（1960）が確認される。

## 経歴
東京出身。1926年東京帝国大学工学部建築学科卒。1941年「興福寺伽藍配置ノ我伽藍制度史上ニ於ケル地位ヲ論ズ」で工学博士(東京帝大)。1927年文部省宗務局嘱託となり、のち文部技官、国立博物館保存修理課課長、法隆寺国宝保存工事事務所所長。1952年横浜国立大学工学部教授、1965年定年退官、日本大学工学部教授。1987年度横浜文化賞受賞。

## 著書
- 『建築様式』大日本工業学会 1932
- 『高等建築学 第1巻 日本建築様式』常磐書房 1934
- 『高等建築学 第2巻 西洋東洋建築様式』常磐書房 1935
- 『日本の美術 第7 奈良の寺』平凡社 1965
- 『南都七大寺の研究』中央公論美術出版 1966
- 『日本の建築』中央公論美術出版 1967
- 『日本建築の意匠と技法』中央公論美術出版 1971

### 共編
- 『図説日本美術史』田沢坦共編 岩波書店 1933
- 『日本美術全集 第6巻 建築庭園篇』森蘊共編 東都文化交易 1953
- 『平凡社ギャラリー 14 中尊寺』写真:米田太三郎 平凡社 1974

英訳
- Temples of Nara and Their Art. Translated by Dennis Lishka. -Weatherhill, 1973

関連書籍
- 『建築史家・大岡實の建築 鉄筋コンクリート造による伝統表現の試み』青柳憲昌,安田徹也編著 川崎市立日本民家園 2013

## 論文
- <大岡実